# Nabój 5,8 × 21 mm
5,8 × 21 mm – chiński nabój pistoletowy. Prace nad tym nabojem rozpoczęły się w 1994 a skończyły w 2001 roku. Ma zastąpić używane w armii chińskiej naboje 7,62 × 25 mm TT i 9 × 18 mm Makarowa.
Do zasilania nowym nabojem przystosowano dwa starsze typy broni: pistolet QSZ 92 i pistolet maszynowy Typ 85, oraz skonstruowano nowy pistolet maszynowy CFQ-5,8